# Iba (Zambales)
Iba é um município de  primeira classe de renda municipal (d) na província Zambales, nas Filipinas. De acordo com o censo de 1 de maio  de  2020 possui uma população de 55 581 pessoas e 13 949 domicílios.